# Paonias myops
Paonias myops ist ein Schmetterling (Nachtfalter) aus der Familie der Schwärmer (Sphingidae). 

## Merkmale

### Falter
Die Falter haben eine Vorderflügellänge von 22 bis 38 Millimetern. Sie können von den anderen Arten der Gattung Paonias vor allem durch den Außenrand der Vorderflügel unterschieden werden. Bei Paonias myops ist der Außenrand der Vorderflügel ziemlich gleichmäßig mit Bögen nahe der Spitze und dem Analwinkel. Bei Paonias astylus ist er ziemlich gerade, bei Paonias excaecata ist er über die gesamte Länge stark gewellt.
Die Grundfarbe der Vorderflügel kann von sehr hellbraun bis dunkel schokoladenbraun variieren. Auch die Wellung des Außenrandes der Vorderflügel kann stärker oder auch sehr schwach ausgeprägt sein. Variabel ist auch der Grad der Gelbfärbung auf den Hinterflügeln.

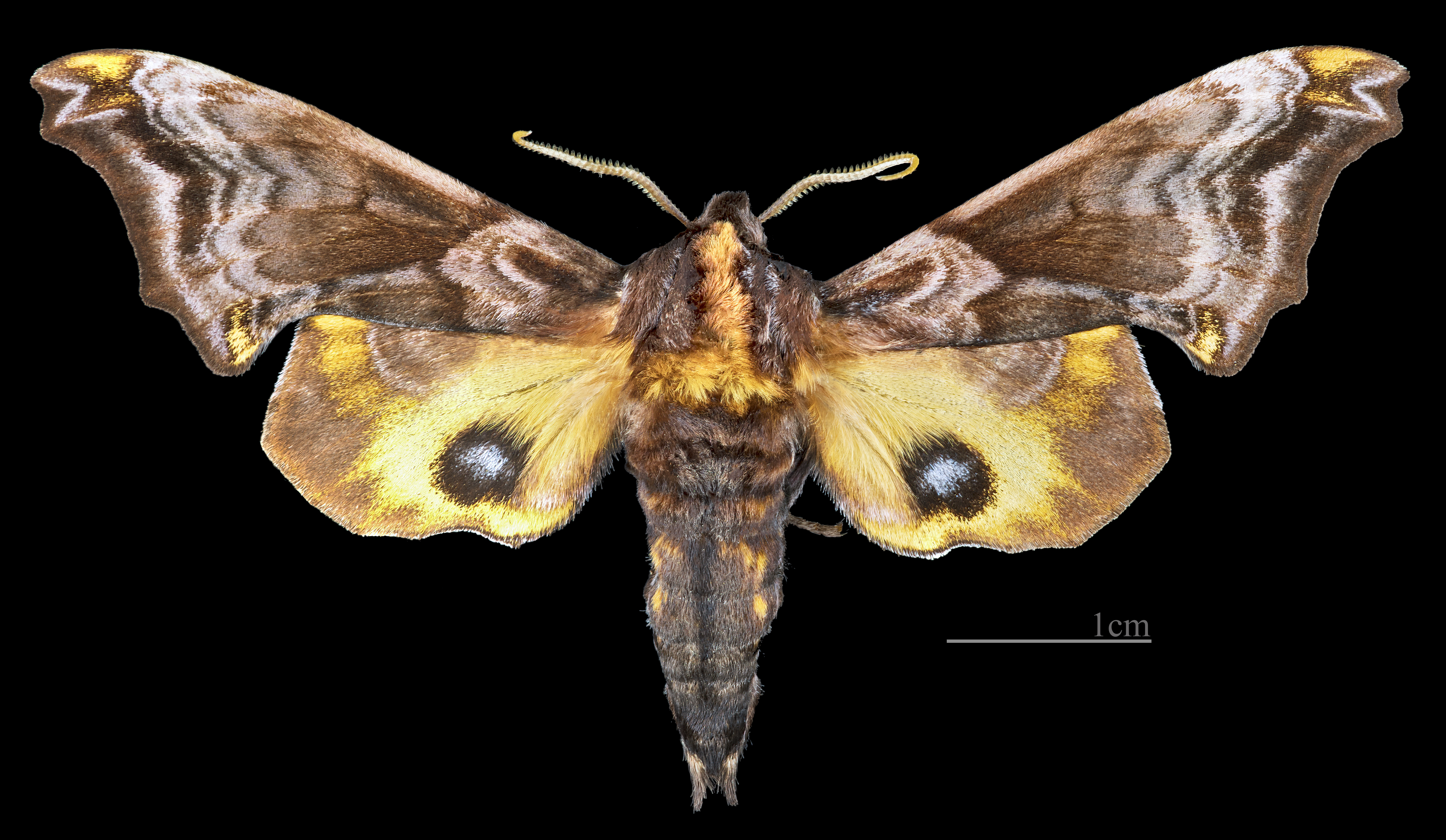
Paonias myops  ♂
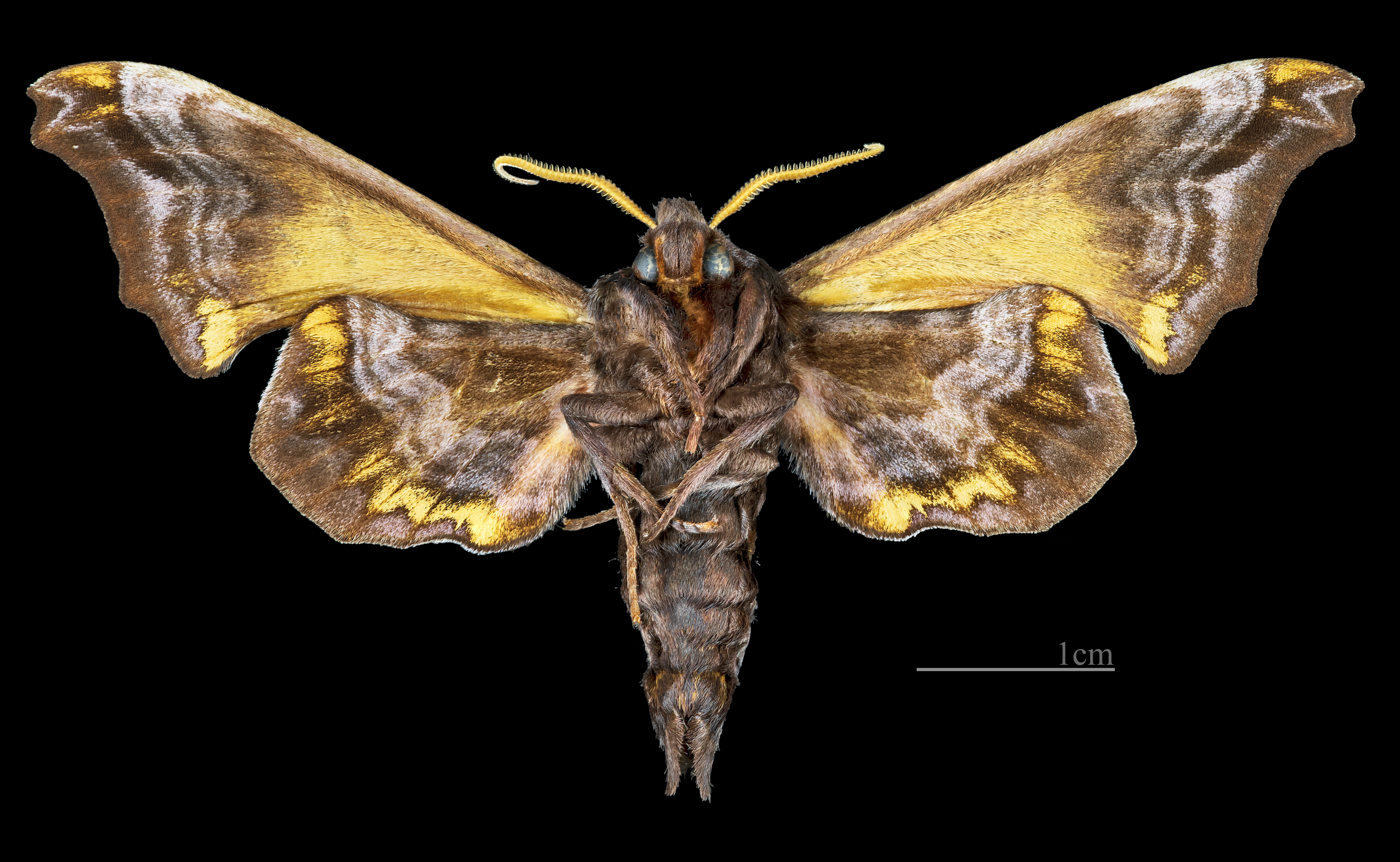
Paonias myops  ♂ △
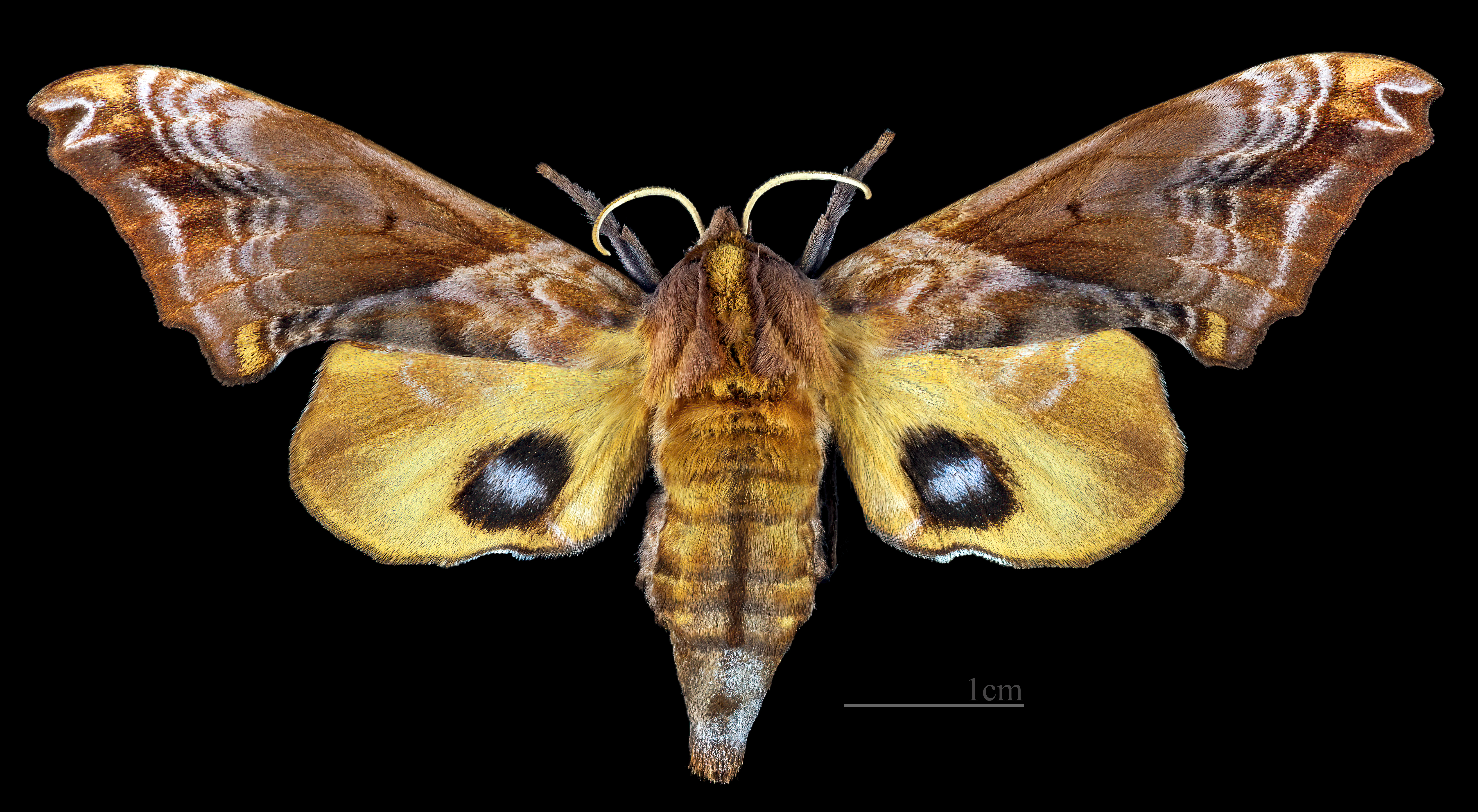
Paonias myops  ♀
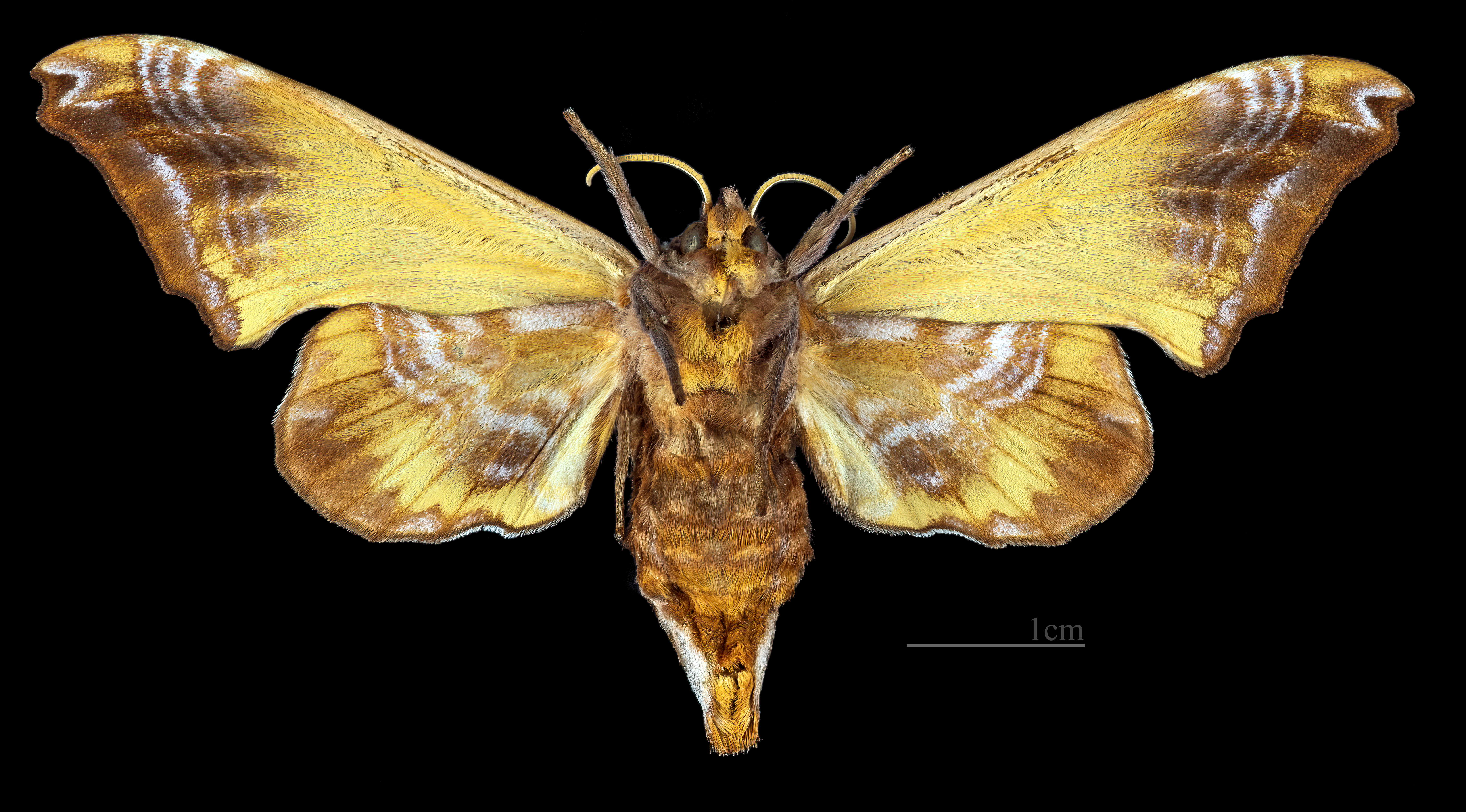
Paonias myops  ♀ △

### Raupe
Die Raupen sind im letzten Stadium hell limettengrün und sind stark mit blassen, gelblichen Setae bedeckt, die die Körperoberfläche sehr grob erscheinen lassen. An den Körperseiten tragen die Tiere je sieben gelbe, schräge Streifen. Die ersten sechs sind nur schwach erkennbar und können sehr blass sein. Der letzte Streifen der zum Analhorn reicht, ist kräftig und fett ausgebildet. Viele Tiere sind stark mit kräftig roten Flecken bedeckt, die gelb umrandet sind. Dies gibt den Raupen große Ähnlichkeit mit ebensolchen Flecken auf reifen Kirschbaumblättern. Die Menge und Lage dieser Flecke unterscheidet sich individuell stark.

### Puppe
Die Puppe ist kastanienbraun bis dunkelviolett, nahezu schwarz gefärbt. Sie hat eine körnige Oberfläche. Entlang dem Hinterleib ist die Puppe häufig stellenweise leicht eingebuchtet. Der Saugrüssel ist mit dem Körper verwachsen. Der Kremaster ist kurz, dünn und endet in einer ziemlich scharfen Spitze.

## Vorkommen
Die Art kommt von Nova Scotia und Maine bis in den Süden Floridas und westlich bis nach British Columbia, Washington, Kalifornien und Arizona und auch südlich bis Mexiko vor. Sie tritt im Großteil ihres Verbreitungsgebietes gemeinsam mit Paonias excaecata auf. Unterschiede liegen darin, dass Paonias myops im Osten und Westen Kanadas nicht so weit nördlich auftritt, wohingegen die Art das Great Basin und den Südosten Arizonas besiedelt, wo Paonias excaecata nicht auftritt. An der Pazifikküste fehlt Paonias myops im Gegensatz zu Paonias excaecata.
Die Tiere sind wie auch Paonias excaecata in den Laubwäldern der USA und Kanadas weit verbreitet. In den Great Plains sind sie ebenso an Wasserläufe mit Bewuchs von Weidengewächsen und Rosengewächsen gebunden.

## Lebensweise
Der Saugrüssel der Imagines ist sehr kurz, sodass sie keine Nahrung aufnehmen können. Nachts fliegen sie künstliche Lichtquellen an.
Die Art tritt im Norden ihres Verbreitungsgebietes im Hochsommer auf. Die meisten Nachweise stammen von Mitte Juni bis Mitte Juli. Weiter südlich fliegen die Falter viel länger, sodass es nahe liegt, dass mehrere Generationen auftreten. In Louisiana fliegt die Art überwiegend von März bis September. In den Bergregionen des Südwesten scheint die Art jedoch abhängig von der Höhenlage wieder in nur einer Generation pro Jahr aufzutreten.

### Nahrung der Raupen
Die Raupen ernähren sich von Rosengewächsen (Rosaceae), insbesondere von Prunus-Arten.

## Entwicklung
Die Weibchen legen ihre Eier einzeln an der Unterseite der Blätter der Raupennahrungspflanzen ab. Die Raupen sind Einzelgänger und ruhen entlang der Mittelrippe auf der Blattunterseite. Die Verpuppung erfolgt in einer Kammer im Erdboden.

## Belege